# (5611) 1943 DL
(5611) 1943 DL è un asteroide della fascia principale. Scoperto nel 1943, presenta un'orbita caratterizzata da un semiasse maggiore pari a 2,595066 UA e da un'eccentricità di 0,134591, inclinata di 12,427960ª rispetto all'eclittica. Ha un diametro di 9,407 km, un periodo di rotazione di 325,667 ore e un'albedo di 0,220.
Fa parte della famiglia di asteroidi Eunomia.